# Neomargarodes hyparrheniae
Neomargarodes hyparrheniae är en insektsart som beskrevs av Hall 1940. Neomargarodes hyparrheniae ingår i släktet Neomargarodes och familjen pärlsköldlöss.
Artens utbredningsområde är Zimbabwe. Inga underarter finns listade i Catalogue of Life.